# Bolszoje Szemiakino
Bolszoje Szemiakino (ros. Большое Шемякино) – wieś (sieło) w Rosji, w Tatarstanie, w rejonie tietiuskim. W 2010 liczyła 603 mieszkańców.